# 聖胡安德帕亞拉
7°30′N 67°36′W / 7.500°N 67.600°W
聖胡安德帕亞拉（西班牙語：San Juan de Payara），是委內瑞拉的城鎮，位於該國西南部阿普雷州，是佩德羅卡梅霍市的首府，始建於1768年，該城鎮設有3個電台和1個電視台，2011年人口28,919。